# Sinhá d'Amora
Fideralina Correia de Amora Maciel ou Sinhá d'Amora (Lavras da Mangabeira, 1 de setembro de 1906 — Rio de Janeiro, 1 de dezembro de 2002) foi uma pintora brasileira.

## Biografia
Era neta de Fideralina, mulher que ocupou posição social e política singular no interior do Nordeste, na segunda metade do século XIX, e foi casada com o jurista Raimundo Amora Maciel. Deixou a cidade natal para o Rio de Janeiro, em 1933, onde estudou na Escola Nacional de Belas Artes. Posteriormente, seguiu para a Europa, havendo estudado em Florença e na Académie de la Grande Chaumière, em Paris. Participou de diversas exposições nacionais e internacionais.

## Premiações
- Salão Nacional de Belas Artes, medalhas de bronze e prata.[2]
- Salão Internacional de Valparaiso, Venezuela, Menção Honrosa, 1942.[2]
- Salão Paulista de Belas Artes, Menção Honrosa e medalha de bronze.[2]
- Salão de Abril em 1955, Medalha de Ouro.[2]
- Troféu Sereia de Ouro, comenda instituída pelo Sistema Verdes Mares de Comunicação, do Grupo Edson Queiroz, para reconhecer os méritos de cearense ilustres.[2]

## Memorial Sinhá d'Amora
Em 2002, com a presença da artista, foi inaugurado o Memorial Sinhá d'Amora, em Fortaleza, situado no Centro Cultural Casa do Barão de Camocim. Conta com medalhas, premiações, objetos pessoais e 14 obras da pintora.